# Сара Бернар
Са́ра Берна́р (фр. Sarah Bernhardt, повне ім'я Sara Marie Henriette Bernhardt; 22 жовтня 1844,о 5:26 ранку, Париж  — 26 березня 1923, Париж) — французька акторка єврейського походження, скульпторка та письменниця, авторка кількох п'єс і мемуарів. Божественну Сару вважають еталоном акторської майстерності. Заснувала власну трупу, з якою гастролювала світом, та відкрила театр свого імені. Першою з великих театральних акторок звернулася до кінематографу. Відзначена на Поверсі спадщини Джуді Чикаго.

## Життєпис
При народженні Розін Бернар (фр. Rosine Bernardt). Мати, Жулі Бернар, була куртизанкою і приймала Александра Дюма, батька та сина, композитора Джоаккіно Антоніо Россіні, політика і фінансиста Шарль де Морні. Батьком вважають офіцера флоту Франції на ім'я Морель. Розін мала двох сестер.
До 5 років вихована годувальницею, після чого вступила до пансіону пані Фрессар, а згодом в монастир Гран-Шан. Коли Розіна виповнилося 14 років, мати повернула її до Парижу та найняла вчительку. За порадою герцога де Морні Сара вступає в Паризьку національну вищу консерваторію музики й танцю, де навчається під керівництвом Прово і Сансона.

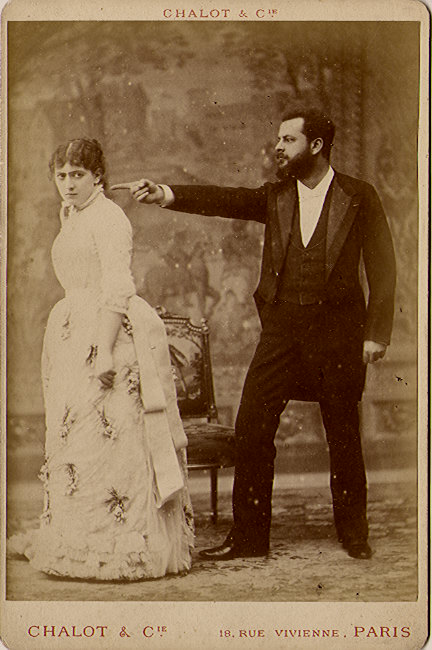
Джейн Гайдінг та Жак Дамала у постановці «Maitre de Forges» 1883 року

Перші відомі відкриті стосунки Бернар зав'язала з графом де Кератрі. 
1863 року народила сина Моріса від бельгійця Євгенія, 8-го принца де Ліна. Принц пропонував Бернар шлюб, однак через спротив його родини Бернар вимушена відмовити і розірвати стосунки. Пізніше принц пропонував синові офіційне визнання, але той категорично відмовився. Незабаром принц одружився з польською принцесою Марією Яблоновською.
1882 року Бернар знайомиться з радником грецької дипломатичної місії в Парижі, 26-річним Жаком Дамала (справжнє ім'я — Арістідіс) зі славою нового Казанови. Натомість Дамала покинув службу, кар'єру, батьківщину і вступив у трупу Бернар. Бернар одружується з ним, але через кілька місяців шлюб фактично розпався через пристрасть чоловіка до морфію, хоча офіційно тривав до його смерті 1889 року. Більше Бернар не одружувалась. 
В останні роки «шлюбу» мала стосунки із Принцом Уельським, який пізніше став королем Едуардом VII.
1910 року під час гастролей у США 66-річна Бернар познайомилася молодшим на 35 років американцем голландського походження Лу Теллегеном і завела з ним 4-річні стосунки.
Сара Бернар близько товаришувала з французьким гравером Гюставом Доре, актором Жаном Муне-Сюллі, письменником Віктором Гюго. Надихнула Альфонса Муху на кілька його найкращих робіт в стилі модерн. Довгі роки близько дружила з художницею Луїзою Аббема.
Бернар характеризували як сувору вегетаріанку (веганка), оскільки вона уникала молочних продуктів, яєць та м'яса. Її раціон складався із зернових, фруктів, горіхів та овочів. Однак у біографії Бернар 1923 року зазначалося, що вона вживала рибу і в пізніші роки надавала перевагу сиру Грюєр або Пон-л'Евек.
1905 року під час спектаклю «Тоска» в Ріо-де-Жанейро, Сара Бернар впала зі значної висоти та травмувала праву ногу (її героїня Тоска мала здійснити самогубство, стрибнувши з башти, однак ніхто не підстрахував акторку). Хоча травма спричиняла біль, Бернар продовжувала виступати на сцені. 1906 року вона знову приїхала в Америку, 1908 року востаннє грала в Росії.
У 1915 ногу ампутують, що не завадило Бернар грати надалі, зокрема, для військових на фронті Першої світової війни. Замість цілих ролей акторка обирала окремі сцени, віртуозно представляючи своїх героя чи героїню і змушуючи публіку вкотре захоплюватися її талантом.
Востаннє вийшла на сцену 1922 року у постановці «Слави» Едмона Ростана. 
Померла Сара Бернар 26 березня 1923 року в Парижі у 78-річному віці від уремії після відмови нирок. Похована на кладовищі Пер-Лашез.

## Театральна кар'єра
1862 року Сара Бернар розпочала акторську кар'єру в Комеді Франсез — найпрестижнішому паризькому театрі, маючи рекомендації Шарля де Морні та Дюма-батька. Її гра в дебютній постановці «Іфігенія в Авліді» Жана Расіна здобула схвальні відгуки критики. Однак за рік Бернар вимушена залишити Комеді Франсез, після того, як вдарила іншу акторку у гніві.
Театр «Жімназ» запропонував Бернар головну роль у п'єсі Ежена Лабіша. Однак напередодні прем'єри вона раптово їде з Парижа й повертається лише після тривалої подорожі Іспанією. В цей час Бернар народила сина і, аби годувати родину, погодилась на роботу в театрі «Порт-Сен-Мартен».

### Театр «Одеон»

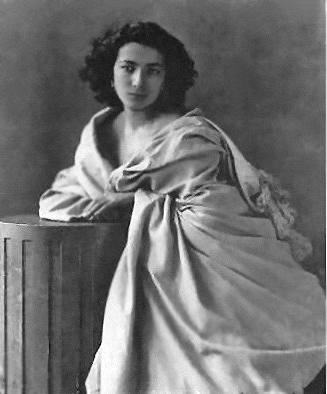
Фото Сари Бернар роботи Надара

В театрі «Одеон» Бернар виконала знакову роль Анни Дембо в «Кіні» Дюма-старшого. Після прем'єри 18 лютого 1868 року критик щоденної газети Le Figaro писав: «…Її теплий голос, надзвичайний дивовижний голос, проникає в серця глядачів. Вона приборкала, підкорила їх, подібно Орфею!». Наступним гучним успіхом Бернар 1869 року стала роль юнака Занетті в п'єсі Франсуа Коппе «Перехожий». Пізніше сенсаційний успіх супроводжував її ролі в драмах Шекспіра й Расіна. Вона стала кумиркою сучасного покоління.
Під час французько-прусської війни 1870—1871 років Бернар організувала в театрі «Одеон», вже під час облоги Парижа, військовий госпіталь, особисто доглядала хворих і поранених. Наполегливість Бернар виходила пораненого юнака, майбутнього маршала Франції Фердинанда Фоша.
Після війни продовжувала акторську роботу в «Одеоні». 26 січня 1872 року тріумфально дебютувала роллю Королеви у постановці «Рюї Блазе» за Віктором Гюго. Після вистави Гюго особисто дякував Бернар за блискуче виконання.

### Повернення у «Комеді Франсез»
1872 року Сара Бернар повертається до «Комеді Франсез». 22 серпня 1873 року грає у прем'єрі «Андромахи» за Расіном з Жаном Муне-Сюллі (грав Ореста). Згодом Бернар блискуче втілилася у Федру, однак ще більший успіх їй принесла роль Аріс у «Федрі». В подальшому вона ще неодноразово виконувала провідні ролі в трагедіях Расіна. Шалений успіх 1874 року мав «Заїр» за Вольтером. В новому трагічному амплуа критика порівнювала талант Бернар з іншою великою французькою акторкою Елізою Рашель (1821—1858).
1874 року Дюма-батько написав спеціально для Бернар герцогиню де Сетмон у п'єсі «Іноземка». Однак Бернар більше прагнула втілити Графиню, тому репетирувала в півсили, недбало. Саме цей настрій героїні, спокійний, без зайвої гри, попри тиск режисера і Дюма, приніс п'єсі черговий приголомшливий успіх (історія задокументована Ернесто Россі).
21 листопада 1877 року Бернар настільки успішно втілює донью Соль у прем'єра «Ернані» за Віктором Гюго, що стає сосьєтеркою, тобто однією з акторок(-ів) трупи «Комеді Франсез», які отримували частку доходу театру.
1879 року розпочинає гастролі з «Комеді Франсез» в Лондоні, де швидко стає улюбленицею публіки. Незабаром після повернення до Парижа  Після прем'єри «Авантюристки» за Емілем Ож'е 17 квітня 1880 року Бернар вдруге пішла з «Комеді Франсез», вважаючи театр надто консервативним і далеким від сучасного мистецтва.

### Власна трупа та театр

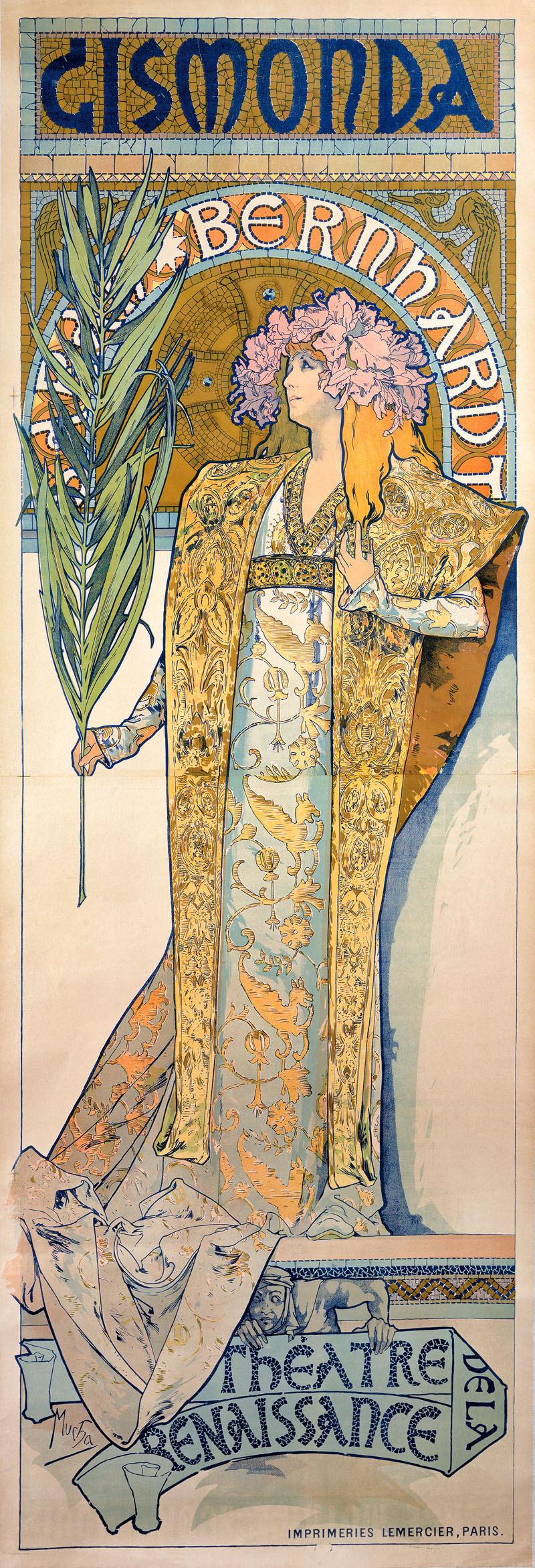
Сара Бернар в ролі Жисмонди, плакат Альфонса Мухи для театру «Ренесанс» Сари Бернар

1880 року Сара Бернар організовує власну театральну трупу, з якою вирушає в турне Данією та Англією. Кожну постановку і виступ Бернар супроводжував успіх, вона швидко стала заможною акторкою, що дратувало обивателів та журналістів. Трупа Бернар відгастролювала в Америці, за 7 місяців давши 156 спектаклів, представивши 8 п'єс: «Ернані», «Федра», «Андієнн Лекувре», «Фруфру», «Дама з камеліями», «Сфінкс», «Іноземка» і «Принцеса Георгія». Найчастіше (65 разів) ішла «Дама з камеліями. Під час перебування в США Бернар знайомиться з Томасом Едісоном, який записав її голос на фонограф.
Приголомшений успіхом в Америці, антрепренер Жаретт пропонує великий тур Європою. У кожному місті потяг, яким прибувала Сара Бернар, зустрічали сотні шанувальників з оваціями і квітами: Данія, Норвегія, через Польщу в Австро-Угорщину, Румунське королівство та Одесу, тодішню Російську імперію. В останній Сара Бернар представила «Даму з камеліями», «Сфінкса» і «Андієнн Лекувре», підкоривши публіку своєю грою та витонченістю.
Пізніше спеціально для Бернар кілька псевдоісторичних п'єс написав Віктор'єн Сарду — «Федора» (1882), «Феодора» (1882), «Тоска» (1887), «Клеопатра» (1890), «Жисмонда» (1894), «Спіритизм» (1897) і «Відьма» (1903). Від кінця 1890-х для Бернар створив кілька неоромантичних п'єс Едмон Ростан — «Принцеса Мрія» (1895), «Самаритянка» (1897), «Орлятко» (1900).
Сара Бернар була неповторною в чоловічих образах — Перехожий Франсуа Коппе, Лорензаччо у «Лорензаччо» Альфред де Мюссе, герцог Рейхштадтський в «Орлятко» Ростана. Особливе місце серед травестійних образів посідає Гамлет, якого Бернар зіграла 55-річною, у 1899 році. Данський принц у її виконанні був по-справжньому молодим та вродливим юнаком. І публіка, і критика були у захваті від роботи Бернар. 
Уже в 1900 році Сара Бернар знімається в німому кіно, граючи Гамлета. 1905 року Бернар поставила «Есфір», де всі ролі виконували жінки, а вона сама втілила царя Ассуера.
1891 року Бернар здійснила турне Австралією і вдруге відвідала Росію, де показала «Федру» Расіна, «Жанну д'Арк» Анрі-Огюст Барб'є і «Клеопатру» Віктор'єна Сарду. 
Однак весь цей час Бернар прагнула не тільки організувати успішну трупу, а й заснувати власний театр. 1893 року Бернар придбала театр «Ренесанс», а 1898 року — театр на площі Шатле, якому дала назву «Театр Сари Бернар» (нині Театр де ля Віль).
Коли особливого розголосу набула Справа Дрейфуса, 15 листопада 1897 року Бернар, що ніколи не забувала французько-прусської війни, особисто прибула до Еміля Золя із проханням втрутитись. Коли після статті «Правда рушила в дорогу, і ніщо її не зупинить…» і Я звинувачую (1898) його будинок оточили маніфестанти, Бернар за допомогою власного авторитету приборкала натовп.

## Кінематограф
Сара Бернар стала першою великою театральною акторкою, яка знялася в кіно. 1900 року грає у фонорамі «Дуель Гамлета», яка забезпечувала синхронну передачу зображення і звуку, представляючи сцену дуелі. 1908 року в екранізації «Тоски» кіностудії «Фільм д'ар» Бернар була невдоволена своїм виглядом і з допомогою Віктор'єна Сарду заборонила прокат стрічки. Бернар більше не бажала зніматися в кіно, однак через грошову скруту (кредитори переслідували її до кінця життя) знову погодилася на зйомки, втіливши Маргариту Готьє у «Дамі з камеліями». Фільм вийшов у світовий прокат 1912, в тому числі у США, і був успішним.
Після цього успіху Бернар отримувала нові пропозиції від кіностудій. У травні 1912 року в Лондоні грає головну роль у «Королеві Єлизаветі» Анрі Дефонтена і Луї Меркантона. Стрічка мала значний вплив на кіномистецтво Голлівуду і створила режисерське ім'я Меркантону, давньому товаришу Бернар, який працював у її трупі. Того ж 1912 року Бернар працює з ним ще в одній іншій стрічці — «Андієнн Лекувре». 1915 року знялася у фільмі «Французькі матері», та меркантонівській «Жанні Доре». Остання стрічка «Ворожка» вийшла 1923 року.

## Скульптура, живопис та література

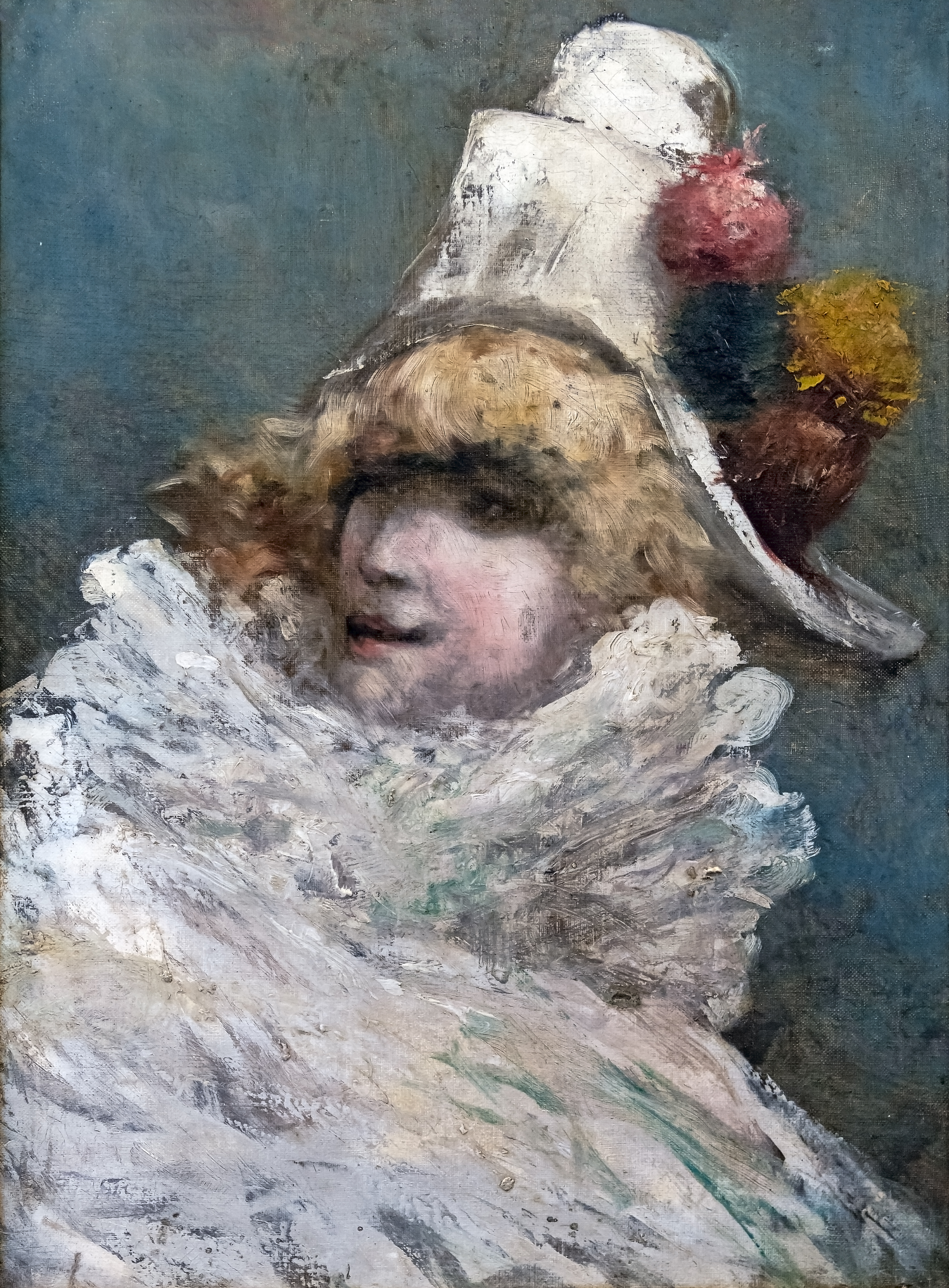
Автопортрет

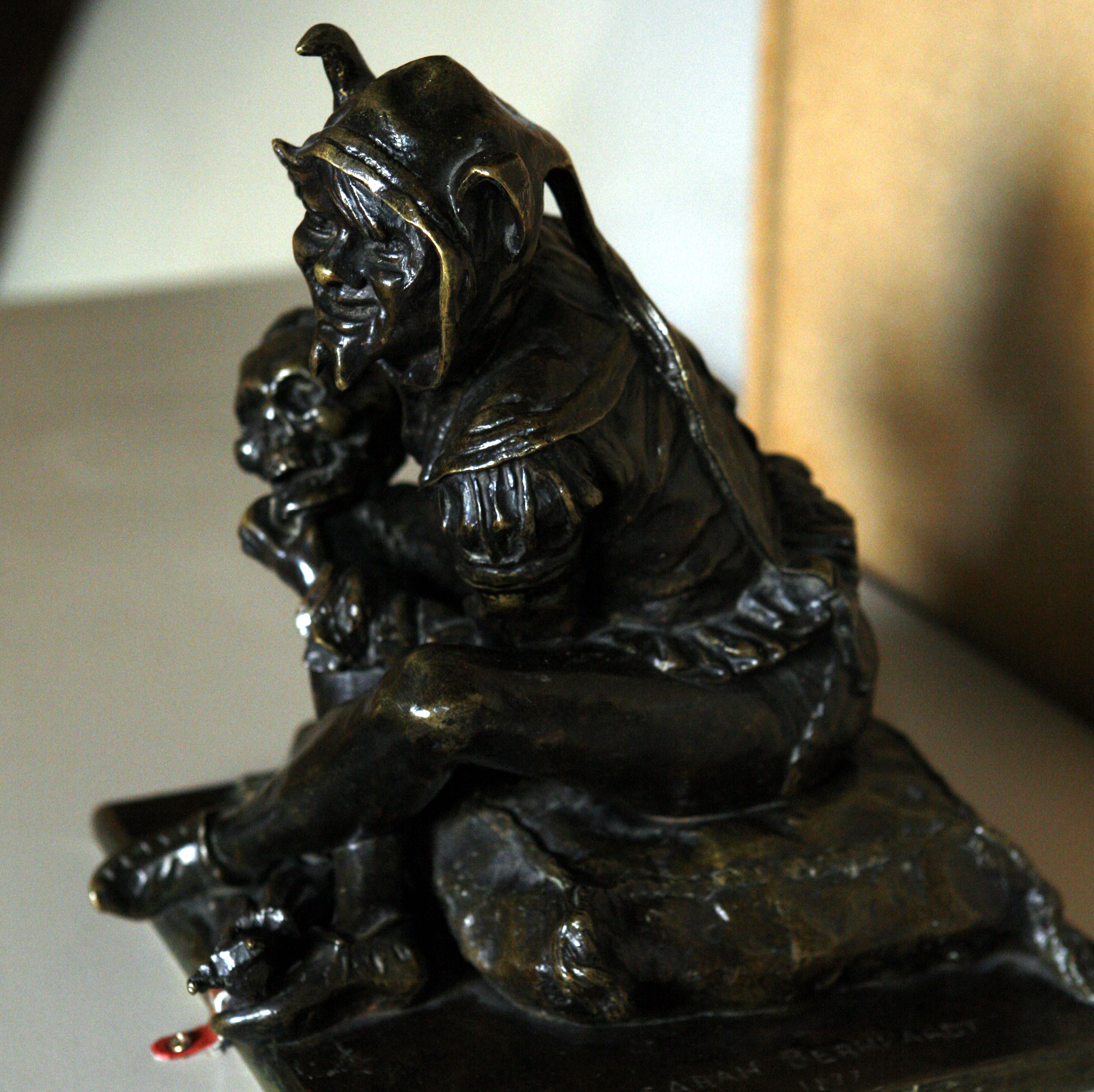
Скульптура роботи Бернар «Блазень та Смерть»

1875 року Сара Бернар розпочала будівництво власного маєтку з зимовим садом та ориґінальним інтер'єром для кожної кімнати на авеню де Вільє в Парижі, запросивши архітектора Фелікса Ескальє, десятки художників і скульпторів. Імовірно, після цього Бернар захопилася скульптурою, створюючи успішні роботи. Виконала, зокрема, бюст барона Адольфа де Ротшильда на його замовлення.
1877 року Бернар захопилася живописом, написала кілька портретів своїх знайомих. 
Під час Всесвітньої виставки 1878 року в Парижі вона щодня підіймалася на висоту 2600 метрів на аеростаті Анрі Жіффара. Ці повітряні подорожі надихнули Бернар на написання новели «Серед хмар». З кінця 1870-х Сара Бернар почала займатися літературною творчістю. Вона написала два романи («Маленький ідол» і «Красивий двійник»), чотири п'єси для театру («Андієнн Лекувре», «Визнання», «Серце чоловіка», «Театр на полі честі»). Створила кілька біографічних творів та мемуари, серед них опубліковані:
- Dans les nuages, Impressions d'une chaise (1878)
- L'Aveu, drame en un acte en prose (1888)
- Adrienne Lecouvreur, drame en six actes (1907)
- Ma Double Vie (1907, видано також як My Double Life: Memoirs of Sarah Bernhardt, 1907)
- Un Coeur d'Homme, pièce en quatre actes (1911)
- Petite Idole (1920, видано також як The Idol of Paris, 1921)
- L'Art du Théâtre: la voix, le geste, la prononciation, etc. (1923, видано також як The Art of the Theatre, 1924)

## Література

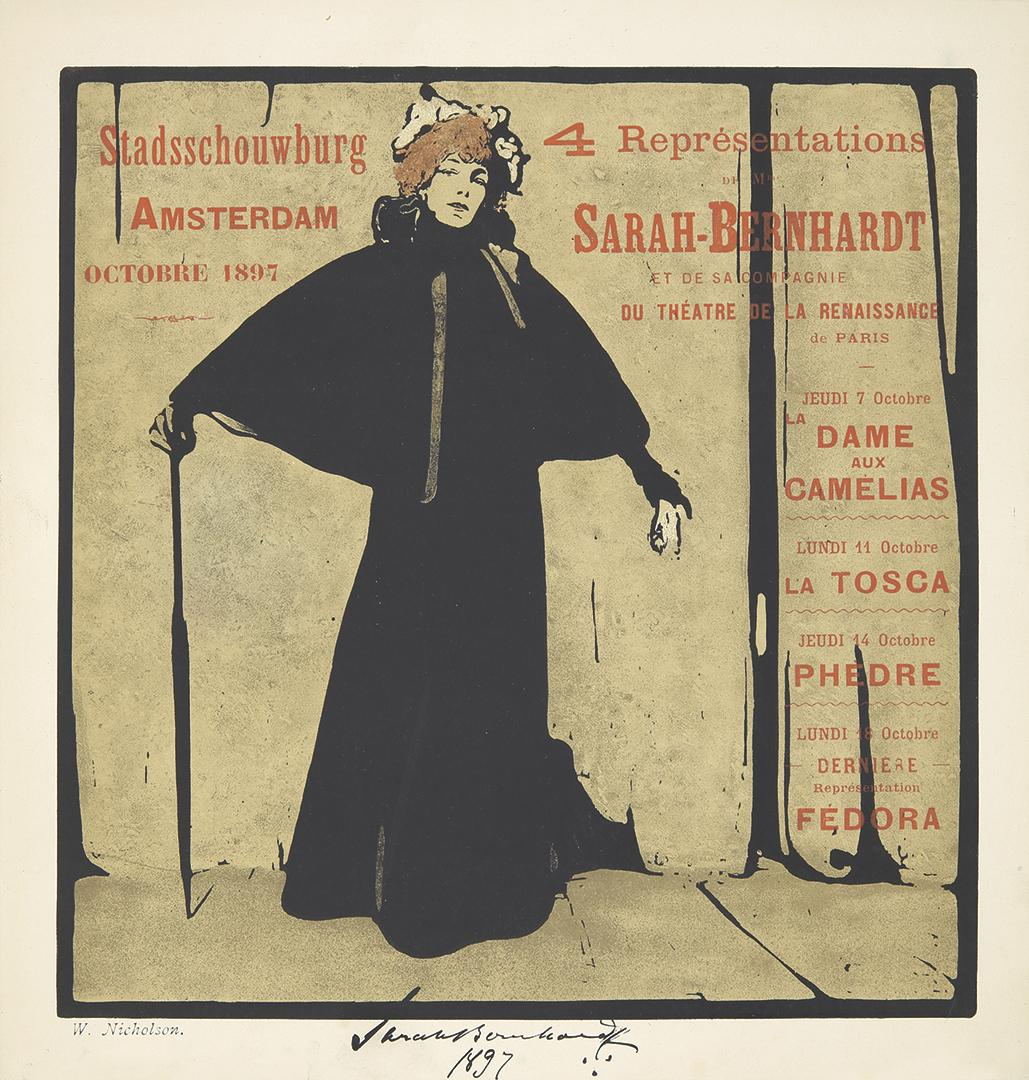
Афіша Сари Бернар для гастролі у Амстердамі, 1897 рік

## Театральні роботи

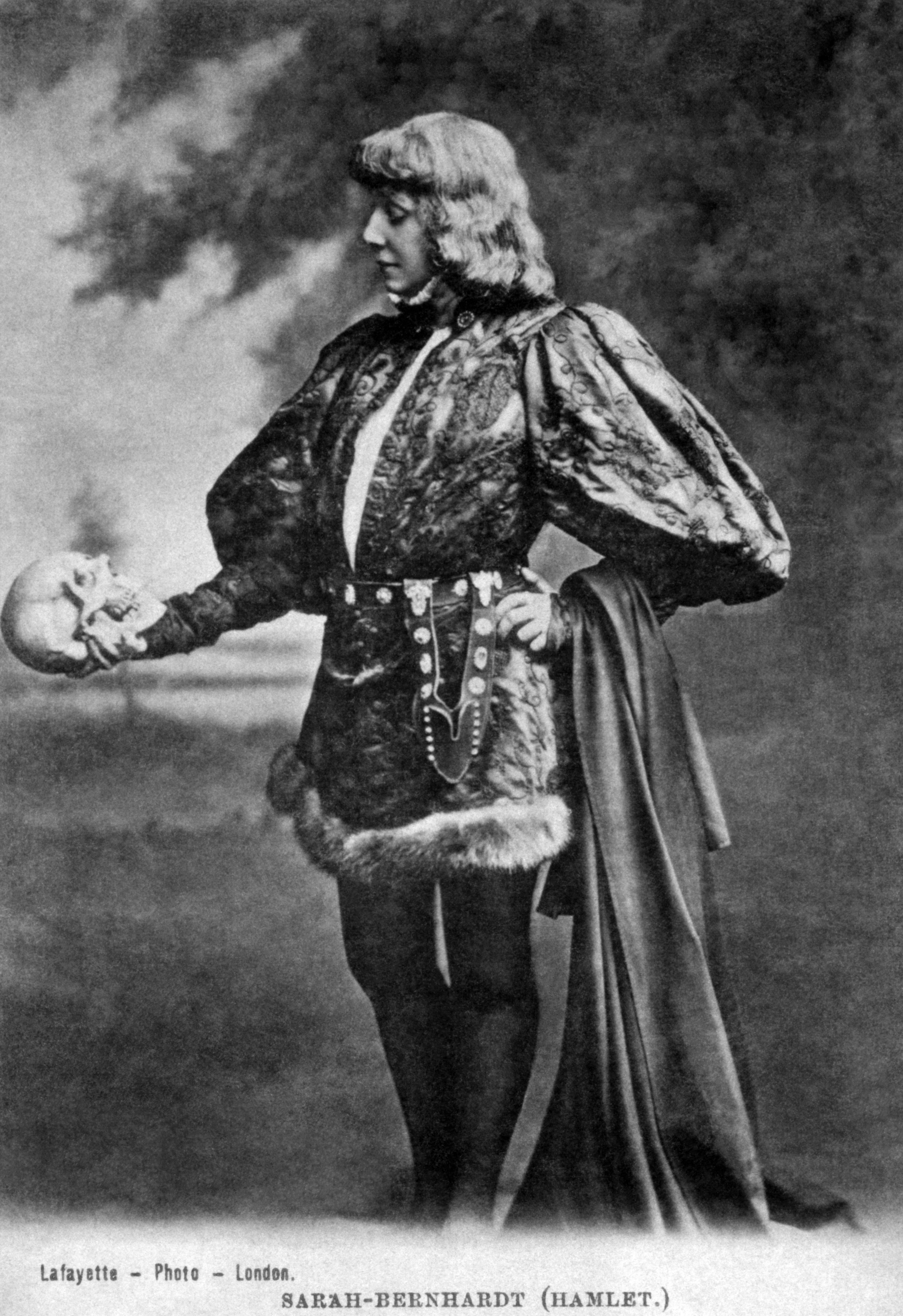
Сара Бернар в ролі Гамлета, фото з архіву Бібліотеки конгресу

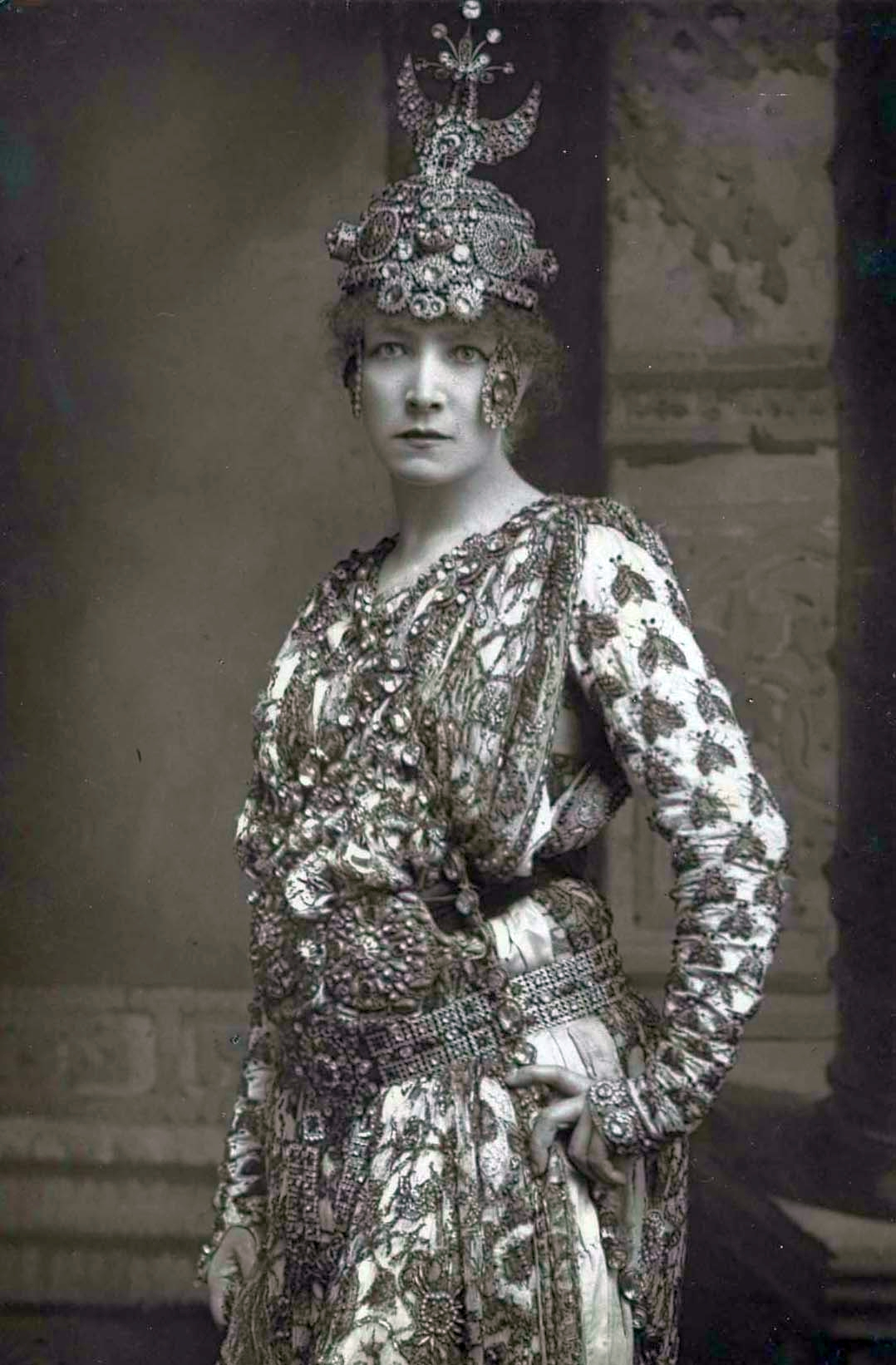
Сара Бернар в ролі імператриці Феодори, фото Вільяма Дауні

| Рік  | Автор/ка                     | Оригінальна назва                | Назва українською          |
| ---- | ---------------------------- | -------------------------------- | -------------------------- |
| 1862 | Жан Расін                    | Iphigénie                        | Іфігенія                   |
| 1862 | Ежен Скріб                   | Valérie                          | Валері                     |
| 1862 | Мольєр                       | Les Femmes Savantes              | Вчені дами                 |
| 1864 | Ежен Лабіш                   | Un Mari qui Lance sa Femme       |                            |
| 1866 | T & H Cognard's              | La Biche aux Bois                |                            |
| 1866 | Жан Расін                    | Phèdre                           | Федра                      |
| 1866 | П'єр Карле де Шамблен Мариво | Le Jeu de l'Amour et du Hasard   | Гра любові та випадковості |
| 1867 | Мольєр                       | Les Femmes Savantes              | Вчені дами                 |
| 1867 | Жорж Санд                    | Le Marquis de Villemer           | Маркіз де Вілльме          |
| 1867 | Жорж Санд                    | François le Champi               | Франсуа ле Шамп            |
| 1868 | Александр Дюма, ст.          | Kean                             | Кін                        |
| 1869 | Франсуа Коппе                | La Passant                       | Перехожий                  |
| 1870 | Жорж Санд                    | L'Autre                          | Інші                       |
| 1871 | Андре Тьєрі                  | Jeanne-Marie                     | Жанна-Марі                 |
| 1871 | Франсуа Коппе                | Fais ce que Dois                 | Роби те, те що маєш робити |
| 1871 | Едуар Фузьє                  | La Baronne                       | Баронеса                   |
| 1872 | Луї Буле                     | Mademoiselle Aïssé               | Мадмуазель Аїссе           |
| 1872 | Віктор Гюго                  | Ruy Blas                         | Рюі Блаз                   |
| 1872 | Александр Дюма, ст.          | Mademoiselle de Belle-Isle       | Мадмуазель де Бель-Іль     |
| 1872 | Жан Расін                    | Britannicus                      | Британнік                  |
| 1872 | П'єр Бомарше                 | Le Mariage de Figaro             | Весілля Фігаро             |
| 1872 | Жюль Санд                    | Mademoiselle de la Seiglière     | Мадмуазель де ла Сіглієр   |
| 1873 | Октав Фейє                   | Dalila                           | Даліла                     |
| 1873 | Поль Ферьє                   | Chez l'Avocat                    | Адвокат                    |
| 1873 | Жан Расін                    | Andromaque                       | Андромаха                  |
| 1873 | Жан Расін                    | Phèdre                           | Федра                      |
| 1873 | Октав Фейє                   | Le Sphinx                        | Сфінкс                     |
| 1874 | Вольтер                      | Zaire                            | Заїр                       |
| 1874 | Жан Расін                    | Phèdre                           | Федра                      |
| 1875 | Анрі де Борні                | La Fille de Roland               | Дочка Роланда              |
| 1875 | Александр Дюма, ст.          | L'Étrangère                      | Іноземка                   |
| 1875 | Пароді                       | Rome Vaincue                     | Завойований Рим            |
| 1877 | Віктор Гюго                  | Hernani                          | Ернані                     |
| 1879 | Жан Расін                    | Phèdre                           | Федра                      |
| 1880 | Еміль Ож'е                   | L'Aventurière                    | Авантюристка               |
| 1880 | Legouvé & Scribe's           | Adrienne Lecouvreur              | Андієнн Лекувре            |
| 1880 | Анрі Мельяк і Людовик Галеві | Froufrou                         | Шелестіння                 |
| 1880 | Александр Дюма, мол.         | La Dame aux Camélias             | Дама з камеліями           |
| 1882 | Віктор'єн Сарду              | Fédora                           | Федора                     |
| 1882 | Віктор'єн Сарду              | Théodora                         | Феодора                    |
| 1887 | Віктор'єн Сарду              | La Tosca                         | Тоска                      |
| 1887 | Александр Дюма, мол.         | La Princesse Georges             | Принцеса Георгія           |
| 1890 | Віктор'єн Сарду              | Cléopâtre                        | Клеопатра                  |
| 1893 | Жуль Леметр                  | Les Rois                         | Королі                     |
| 1894 | Віктор'єн Сарду              | Gismonda                         | Жисмонда                   |
| 1895 | Мольєр                       | Amphytrion                       | Амфітріон                  |
| 1895 | Едмон Ростан                 | La Princesse lointaine           | Принцеса Мрія              |
| 1895 | Герман Зудерман              | Heimat                           | Гаймат                     |
| 1896 | Александр Дюма, мол.         | La Dame aux Camélias             | Дама з камеліями           |
| 1896 | Альфред де Мюссе             | Lorenzaccio                      | Лорензаччо                 |
| 1897 | Віктор'єн Сарду              | Spiritisme                       | Спіритизм                  |
| 1897 | Едмон Ростан                 | La Samaritaine                   | Самаритянка                |
| 1897 | Октав Мірбо                  | Les Mauvais bergers              | Погані пастухи             |
| 1898 | Катюлль Мендес               | Medée                            | Медея                      |
| 1898 | Александр Дюма, мол.         | La Dame aux Camélias             | Дама з камеліями           |
| 1898 | Анрі-Огюст Барб'є            | Jeanne d'Arc                     | Жанна д'Арк                |
| 1898 | Поль Моран і Арман Сильвестр | Izéïl                            | Ізеїл                      |
| 1898 | Вільям Шекспір               | King Lear                        | Король Лір                 |
| 1899 | Вільям Шекспір               | Hamlet                           | Гамлет                     |
| 1899 | Вільям Шекспір               | Antony and Cleopatra             | Антоній і Клеопатра        |
| 1899 | Вільям Шекспір               | Macbeth                          | Макбет                     |
| 1899 | Жан Рішпен                   | Pierrot Assassin                 | П'єро                      |
| 1900 | Едмон Ростан                 | L'Aiglon                         | Орлятко                    |
| 1903 | Віктор'єн Сарду              | La Sorcière                      | Відьма                     |
| 1904 | Моріс Метерлінк              | Pelléas et Mélisande             | Пеллеас і Мелісанда        |
| 1906 | Генрік Ібсен                 | The Lady From the Sea            | Жінка з моря               |
| 1906 | Катюлль Мендес               | La Vierge d'Avila                | Богоматір Авіла            |
| 1911 | Еміль Моро                   | Les Amours de la reine Élisabeth | Кохання королеви Єлизавети |
| 1913 | Тристан Бернар               | Jeanne Doré                      | Жанна Доре                 |

## Фільмографія
| Рік  | Оригінальна назва                | Назва українською          | Роль                        |
| ---- | -------------------------------- | -------------------------- | --------------------------- |
| 1900 | Hamlet                           | Гамлет                     | Гамлет                      |
| 1908 | La Tosca                         | Тоска                      | Тоска                       |
| 1911 | La Dame aux Camélias             | Дама з камеліями           | Маргарита Готьє             |
| 1912 | Adrienne Lecouvreur              | Андієнн Лекувре            | Андієнн Лекувре             |
| 1912 | Les Amours de la reine Élisabeth | Кохання королеви Єлизавети | Королева Англії Єлизавета І |
| 1912 | Sarah Bernhardt à Belle-Isle     | Сара Бернар вдома          | Сара Бернар                 |
| 1915 | Mères Françaises                 | Матері Франції             | Мадам Жана Дюрбе            |
| 1915 | Ceux de Chez Nous                | Ті, хто вдома              | Сара Бернар                 |
| 1916 | Jeanne Doré                      | Жанна Доре                 | Жанна Доре                  |
| 1921 | Daniel                           | Даніель                    | Даніель                     |
| 1923 | La Voyante                       | Ворожка                    | Ворожка                     |